# Loods (ambtenaar)
Loods is een ambtenaar in sommige Nederlandse gemeenten die belast is met de taak burgers en ondernemers door het woud van bureaucratische regels van de overheid te helpen en iets gedaan te krijgen, bijvoorbeeld wanneer zij een bouwvergunning of exploitatievergunning willen verkrijgen. Tevens fungeert de loods als een koppelaar tussen vraag en aanbod van bijvoorbeeld huurruimte.
Een loods is vaak een gemeenteambtenaar met brede kennis van een bepaald vakgebied binnen de ruimtelijke ordening, grondzaken, vastgoed, vergunningen en economie. De benaming 'loods' wordt vooral gebruikt door de grote gemeenten in Nederland waar behoefte is aan een specifiek aanspreekpunt voor bijvoorbeeld hoteleigenaren of ontwikkelaars. Er is vaak ook sprake van urgentie. Denk bijvoorbeeld aan de kantoorloods die de leegstand van kantoren probeert op te lossen.
De naam 'loods' werd gekozen omdat deze laagdrempelig zou werken voor de burger. Het gedeelte 'loods' is vaak een achtervoegsel en wordt in combinatie met een vakgebied gebruikt. Bekende loodsen zijn: hotelloods, kantoorloods, bedrijvenloods, stadsloods en vergunningenloods.